# ペッティネーオ
ペッティネーオ（イタリア語: Pettineo, シチリア語: Pitinia）は、イタリア共和国シチリア州メッシーナ県にある、人口約1,300人の基礎自治体（コムーネ）。

## 地理

### 位置・広がり

#### 隣接コムーネ
隣接するコムーネは以下の通り。括弧内のPAはパレルモ県所属を示す。
- カステル・ディ・ルーチョ
- ミストレッタ
- モッタ・ダッフェルモ、
- レイターノ
- サン・マウロ・カステルヴェルデ (PA)
- トゥーザ